# Mary Ann Nichols
Mary Ann «Polly» Nichols, nacida Walker (26 de agosto de 1845-31 de agosto de 1888), fue una mujer británica víctima de los asesinatos de Whitechapel. Su muerte ha sido atribuida al famoso asesino en serie no identificado Jack el Destripador, quien se cree mató y mutiló al menos a cinco mujeres en el área de Whitechapel, en Londres, desde finales de agosto hasta principios de noviembre de 1888.

## Vida y antecedentes
Polly nació el 26 de agosto de 1845 en Dean Street, en Soho (Londres), hija del cerrajero Edward Walker y su esposa Caroline, lavandera. El 16 de enero de 1864, Polly contrajo matrimonio con el impresor William Nichols, dando a luz a cinco hijos entre 1866 y 1879: Edward John, Percy George, Alice Esther, Eliza Sarah y Henry Alfred. El matrimonio se disolvió en 1880 o 1881 debido a disputas domésticas. El padre de Polly acusó a William de haber abandonado a su hija tras tener una aventura con la enfermera que había atendido el último parto de Polly, si bien Nichols afirmó tener pruebas de que su matrimonio duró al menos tres años más después de la época en que el supuesto adulterio tuvo lugar. William sostuvo que su esposa lo había abandonado y que ejercía la prostitución. Según informes policiales, el matrimonio se separó a causa del alcoholismo de Polly.
Obligado por ley a mantener económicamente a su esposa, William pagó una pensión de cinco chelines semanales hasta 1882, cuando tuvo conocimiento de que Polly estaba trabajando como prostituta; debido a la obtención de ingresos de carácter ilícito por parte de ella, William dejó de tener la obligación de mantenerla. Nichols pasó la mayor parte de sus últimos años en asilos y albergues, viviendo de la caridad y de sus escasos ingresos como prostituta. Vivió con su padre aproximadamente un año, abandonando su hogar tras una pelea; su padre declaró haber oído que Polly se había ido a vivir a Walworth posteriormente con un herrero llamado Drew. A comienzos de 1888, Polly se hallaba viviendo en un asilo en Lambeth tras haber sido descubierta durmiendo a la intemperie en Trafalgar Square, abandonando el asilo en el mes de mayo para trabajar como empleada doméstica en Wandsworth. Insatisfecha con su puesto debido a que era alcohólica y sus patrones, el señor Cowdry y su esposa, abstemios, Polly dejó el trabajo dos meses más tarde llevándose consigo prendas de ropa valoradas en tres libras y diez chelines. Al momento de su muerte, Nichols residía en un albergue ubicado en Spitalfields, en Whitechapel, donde compartía habitación con una mujer llamada Emily «Nelly» Holland.

## Últimas horas y muerte

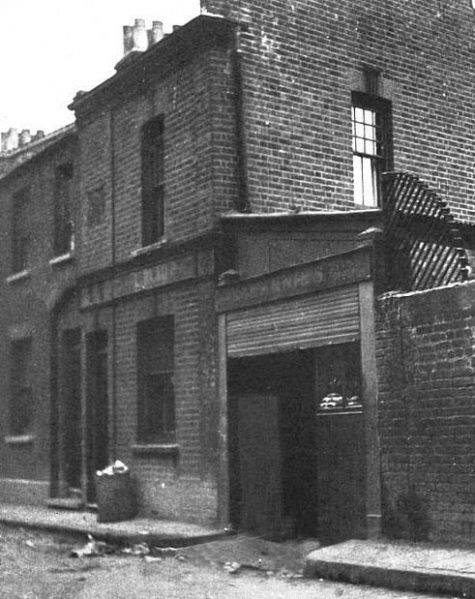
Buck's Row, donde Polly Nichols fue asesinada. El cadáver fue hallado frente al portal. Fotografía de la década de 1890.

Hacia las 23:00 horas del 30 de agosto, Polly fue vista caminando por Whitechapel Road, mientras que a las 00:30 horas del 31 de agosto fue vista saliendo de un pub situado en Brick Lane, en Spitalfields, llamado The Frying Pan (La Sartén), a lo que el escritor Alan Moore señalaría posteriormente con ironía: «Realmente salió de la sartén para caer en las brasas». Una hora después, Nichols fue expulsada del albergue situado en el n.º 18 de Thrawl Street por carecer de los cuatro peniques necesarios para una cama, insinuando no obstante que pronto conseguiría el dinero suficiente gracias a un sombrerito negro que había comprado recientemente. Fue vista con vida por última vez en la esquina de Osborn Street y Whitechapel Road aproximadamente a las 2:30 horas (una hora antes de su muerte) por su compañera de habitación Nelly Holland, quien volvía de ver un incendio en Shadwell Dry Dock. Nichols le confesó haber ganado hasta tres veces el dinero para poder pagar la cama, el cual finalmente había acabado gastando en ginebra.
Un carretero llamado Charles Allen Cross encontró el cuerpo de Polly frente a la entrada de un establo de caballos en Buck's Row, en Whitechapel, a las 3:40 horas, aproximadamente a 140 metros de distancia del Royal London Hospital y a 90 metros de los edificios Blackwall, creyendo en principio que se trataba de una lona. Otro carretero que se dirigía al trabajo, Robert Paul, se acercó y vio a Cross de pie en la calle, el cual lo llamó para examinar juntos el cadáver. Las manos y el rostro estaban fríos, si bien los brazos (por encima del codo) y las piernas estaban a temperatura normal; Cross sospechaba que la mujer estaba muerta, pero Paul tenía dudas y creía que tal vez estaría inconsciente. Ambos bajaron la falda de Polly, la cual estaba remangada hasta la cintura, por decencia y acudieron en busca de un policía. Tras encontrar al oficial Jonas Mizen, Cross informó que la mujer parecía estar muerta, indicando que posiblemente también podía estar ebria. Los dos hombres continuaron rumbo a su trabajo dejando a Mizen a cargo de la inspección del cadáver. Entretanto, el policía John Neale, el cual había venido en la dirección opuesta, había descubierto el cuerpo y, mediante la luz de su linterna, había llamado a otro oficial, John Thain, para que acudiese a la escena del crimen. El cuerpo de Polly se encontraba próximo al almacén Eagle Wool y la Schneiders Cap Factory, entre un internado y varias casas adosadas. Concretamente, el cadáver fue hallado muy cerca de la ventana de Emma Green, una viuda que vivía en la primera casa al lado del establo con dos hijos y una hija. Aquella noche, uno de sus hijos se acostó a las 21:00 horas, mientras que el otro lo hizo cuarenta y cinco minutos después. Emma y su hija, quienes compartían el primer piso, se fueron a la cama aproximadamente a las 23:00 horas. Green declaró haber dormido sin ser molestada por ningún ruido hasta que la policía la despertó. Por su parte, en el lado opuesto vivía Walter Purkiss, encargado del muelle de Essex, con su mujer, sus hijos y una sirvienta. Tanto él como su esposa se acostaron a las 23:00 y a las 23:15 horas respectivamente, declarando ambos haberse despertado varias veces por la noche sin haber oído nada. Cuando se difundió la noticia del asesinato, tres empleados del establo en un patio cercano en Winthrop Street, quienes habían estado trabajando durante toda la noche, acudieron a ver el cuerpo. Ninguno de ellos, así como los policías que patrullaban calles cercanas o los residentes de Buck's Row y otras zonas aledañas informó haber visto u oído nada sospechoso antes del descubrimiento del cadáver.
El oficial Thain solicitó la presencia del cirujano Henry Llewellyn, quien llegó a las 4:00 horas, estableciendo que Polly había sido asesinada hacía aproximadamente treinta minutos. Su garganta había sido cortada dos veces de izquierda a derecha mientras que su abdomen, el cual presentaba numerosas incisiones a través del mismo, estaba mutilado por una profunda herida en zig zag. De igual modo, el abdomen presentaba también tres o cuatro cortes similares en el lado derecho causados por el mismo cuchillo, de unas dimensiones estimadas entre quince y veinte centímetros. Llewellyn expresó sorpresa por la pequeña cantidad de sangre presente en la escena del crimen: «La suficiente para llenar dos vasos largos de vino, o media pinta como máximo». Este comentario condujo a la suposición de que Nichols no fue asesinada en el mismo lugar donde fue hallado su cuerpo, si bien la sangre de sus heridas había empapado su pelo y su ropa, existiendo pocas dudas acerca de que Polly había sido asesinada en aquel lugar de un corte rápido en la garganta. Según Llewellyn, la muerte habría sido instantánea, mientras que las heridas abdominales, las cuales fueron efectuadas en menos de cinco minutos, tuvieron lugar post mortem. Cuando el cadáver de Polly fue levantado, «una masa de sangre congelada», en palabras de Thain, yacía bajo el cuerpo.

## Investigación
Debido a que el crimen había ocurrido en el territorio de Bethnal Green, perteneciente a la División de la Policía Metropolitana, la investigación fue inicialmente llevada a cabo por los detectives de la zona John Spratling y Joseph Helson, con escaso éxito. La prensa relacionó el ataque sufrido por Nichols con dos asesinatos previos, los de Emma Elizabeth Smith y Martha Tabram, sugiriendo que el crimen pudo haber sido perpetrado por una banda, como en el caso de Smith. El periódico The Star sugirió no obstante que el asesinato había sido cometido por una sola persona, siguiendo otros medios de prensa dicha tesis. Las sospechas de la existencia de un asesino en serie en Londres condujeron a la adscripción de los inspectores Frederick Abberline, Henry Moore y Walter Andrews, procedentes de la Oficina Central de Scotland Yard.
A pesar de que Nichols no llevaba ningún tipo de identificación, una marca en sus enaguas de la lavandería del asilo de Lambeth proporcionó a la policía información suficiente para poder identificarla, confirmando Nelly Holland y William Nichols a su vez una identificación efectuada por Mary Ann Monk, residente del asilo. Según el inventario llevado a cabo por el inspector John Spratling en la morgue, Polly portaba los siguientes objetos entre ropa y pertenencias: Un sombrero de paja negro adornado con terciopelo del mismo color; un abrigo largo de color marrón rojizo con siete botones grandes de bronce con el dibujo de una pareja montando a caballo; un vestido marrón de lino; una camisa blanca de franela; medias negras de lana; dos enaguas (una de lana gris y otra de franela, ambas con la inscripción «Lambeth Workhouse»); un corsé pequeño de color marrón; ropa interior de franela; botas de hombre con añadidos de acero en los tacones; un peine; un pañuelo blanco de bolsillo y un trozo de espejo.
Aunque su certificado de defunción establece que Polly tenía cuarenta y dos años de edad al momento de su muerte (error reflejado igualmente en su ataúd y en su lápida), el certificado de nacimiento indica que en realidad tenía cuarenta y tres años, hecho corroborado por su padre, quien dijo que su hija aparentaba «diez años más joven» de lo que realmente era. La persona a cargo de la investigación, la cual empezó el 1 de septiembre en el Working Lads' Institute de Whitechapel Road, fue el juez Wynne Edwin Baxter, cuyo testimonio apareció en The Times:

Faltaban cinco dientes, y había una laceración leve en la lengua. Había una contusión recorriendo la parte baja de la mandíbula en el lado derecho del rostro. Probablemente ha sido causada por el golpe de un puño o la presión de un pulgar. Había una contusión circular en el lado izquierdo del rostro la cual podría haber sido infligida por la presión de los dedos. En el lado izquierdo del cuello, alrededor de 1 pulgada bajo la mandíbula, había una incisión de alrededor de 4 pulgadas de longitud, e iba desde un punto inmediatamente debajo de la oreja. En el mismo lado, pero una pulgada por debajo, y comenzando alrededor de 1 pulgada en frente, había una incisión circular, la cual terminaba en un punto alrededor de 3 pulgadas por debajo de la mandíbula derecha. Esa incisión cortó completamente todos los tejidos hasta las vértebras. Los vasos largos del cuello en ambos lados estaban cortados. La incisión era de alrededor de 8 pulgadas de longitud. Los cortes deben haber sido causados por un cuchillo de hoja larga, moderadamente afilado, y usado con gran violencia.
 No se halló sangre en el pecho, ni tampoco en el cuerpo o la ropa. No había heridas alrededor del cuerpo hasta justo alrededor de la parte baja del abdomen. A dos o tres pulgadas del lado izquierdo había una herida que se extendía de manera irregular. La herida era muy profunda, y los tejidos fueron cortados a través. Había numerosas incisiones recorriendo el abdomen. Había tres o cuatro cortes similares hacia abajo, los cuales habían sido causados por un cuchillo el cual había sido usado con violencia y hacia abajo. Las heridas eran de izquierda a derecha y podrían haber sido hechas por una persona zurda. Todas las heridas habían sido causadas por el mismo instrumento.

Pese a que Llewellyn había especulado que el atacante podría ser zurdo, posteriormente expresó sus dudas al respecto, si bien la creencia de que el asesino era zurdo persistió.
Los rumores acerca de que un personaje local llamado «Mandil de Cuero» podría ser el responsable del crimen fueron investigados por la policía, pese a que no existía evidencia alguna contra él. Las descripciones de «Mandil de Cuero», entre las que se incluían estereotipos judíos, aparecieron en la prensa, si bien los periodistas rivales rechazaron esto como «una consecuencia mítica de la fantasía del periodista». John Pizer, un polaco judío quien se dedicaba a la fabricación de calzado de cuero, fue apodado «Mandil de Cuero» y arrestado pese a la falta de evidencias, siendo liberado tras la confirmación de sus coartadas. Pizer obtuvo una compensación monetaria de al menos un periódico que lo había nombrado como el asesino.
Tras numerosos aplazamientos para permitir a la policía reunir más evidencias, la investigación concluyó el 24 de septiembre. Con base en las pruebas, el juez Baxter declaró que Nichols había sido asesinada justo después de las 3:00 horas en el lugar en que fue hallado su cadáver. Rechazó la posibilidad de que el crimen de Polly estuviese relacionado con los de Smith y Tabram debido a que las armas empleadas en los asesinatos eran diferentes, no habiéndose producido tampoco degollamiento en ninguno de los dos casos anteriores. No obstante, cuando se concluyó la investigación de la muerte de Nichols, otra mujer, Annie Chapman, había sido asesinada, destacando Baxter la considerable similitud de las heridas en ambos casos, lo que condujo a que las investigaciones en torno a los asesinatos de Chapman y Nichols fuesen vinculadas.
Los asesinatos de Elizabeth Stride y Catherine Eddowes la semana siguiente a la conclusión de la investigación, así como el asesinato de Mary Jane Kelly el 9 de noviembre, fueron igualmente vinculados basándose en un modus operandi similar, siendo estos asesinatos adjudicados por la prensa y el público a un único asesino en serie, Jack el Destripador.

## Funeral

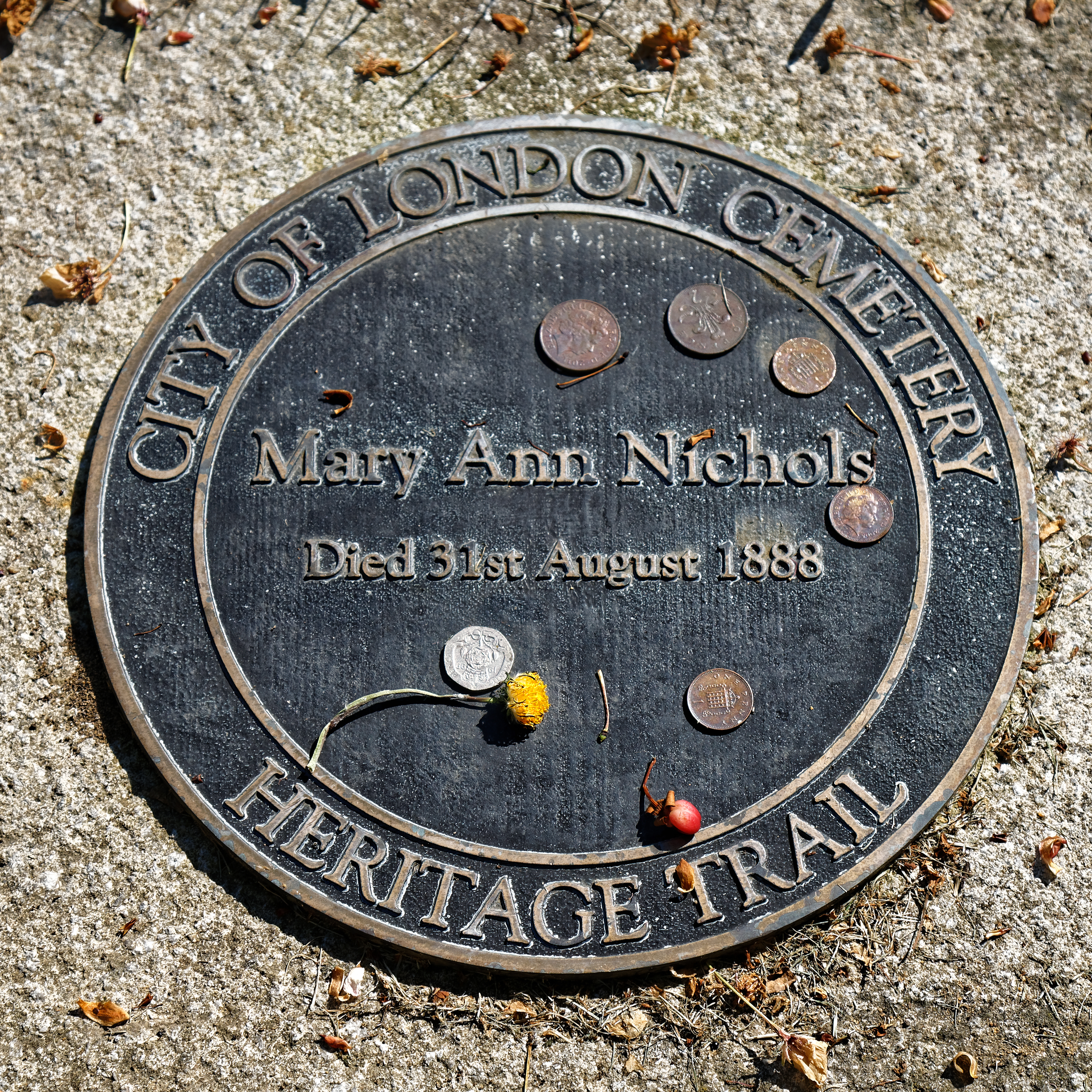
Tumba de Polly Nichols en el City of London Cemetery.

Nichols fue enterrada el 6 de septiembre de 1888. Por la tarde, su cuerpo fue transportado y entregado en un ataúd de olmo pulido a Henry Smith, propietario de la funeraria de Hanbury Street. El cortejo consistió en un coche y dos carrozas fúnebres, en las cuales viajaban varios policías, su esposo William Nichols y tres de sus cinco hijos, entre ellos Edward John Nichols (primogénito de Polly, quien tenía aproximadamente veintidós años de edad). Nichols fue enterrada en el City of London Cemetery and Crematorium, en la fosa común n.º 210 752 (en el extremo del actual Memorial Garden), recibiendo sepultura directamente en la tierra.
A finales de 1996, las autoridades del cementerio tomaron la decisión de señalar la tumba de Nichols con una placa.